# Polygonatum × azegamii
Polygonatum × azegamii là một loài thực vật có hoa lai ghép trong họ Asparagaceae. Loài này được (Ohwi) M.N.Tamura mô tả khoa học đầu tiên năm 2008.